# كارين نانامي
كارين نانامي (奈波果林 نانامي كارين) هي مؤدية أصوات يابانية ولدت في 7 يناير في سابورو، هوكايدو.

## أدوارها في الأنمي

### مسلسلات أنمي تلفزيونية
- كاكيغوروي - يوريكو نيشينوتوين
- كاكيغوروي xx - يوريكو نيشينوتوين
- كرة سلة كوروكو - ماي إيزوكي
- بوكيمون إكس/واي - سيلوسيا
- بلاك كلوفر - نيج (أيام الطفولة)
- تابو تاتو - جاستيس أكاتسوكا (أيام الطفولة)

### أفلام أنمي
- المشاغب لا يحلم عن الفتاة الحالمة - والدة شوكو ماكينوهارا

## أدوارها في ألعاب الفيديو
- بوكين تورنامنت - إلين
- هاناياماتا: يوساكوي لايف! - هيناكو

## أدوارها في الدبلجة اليابانية
- ميراكيولوس: مغامرات الدعسوقة و القط الأسود - مارينيت دوبان-تشينغ/الدعسوقة